# Politico (Europa)
Politico – auch Politico Europe genannt – ist eine englischsprachige Wochenzeitung, die donnerstags in Brüssel erscheint. Sie ist der Nachfolger der European Voice und erschien zum ersten Mal im April 2015. Der herausgebende Verlag Politico Sprl ist eine Tochtergesellschaft der Axel Springer SE.

## Profil
Im Fokus der Berichterstattung von Politico liegen die gesamte EU-Politik, die Berichterstattung aus den Mitgliedsländern, aus den USA sowie über weltweite politische Entwicklungen. Hinzu kommen Kommentare und Hintergrundberichte. Regelmäßig erscheinen Sonderbeilagen zu einzelnen Politikbereichen, die von privaten und Nicht-Regierungs-Organisationen mitfinanziert werden.
Politico veranstaltet zudem regelmäßig Konferenzen und Debatten in Brüssel und den Landeshauptstädten sowie im Herbst einen Galaabend. Dabei sind oftmals Lobby-Organisationen Partner, aber auch Offizielle der europäischen Institutionen Redner und Diskussionsteilnehmer, einschließlich der EU-Kommissare und Vizepräsidenten.

## Eigentümer
Politico Europe wurde bis 2021 von einem Gemeinschaftsunternehmen des US-Politik-Magazins Politico und des deutschen Medienkonzerns Axel Springer herausgegeben, an dem beide 50 Prozent hielten. Im August 2021 unterzeichnete der Herausgeber der US-Ausgabe, Robert Allbritton, eine Vereinbarung zum vollständigen Verkauf von Politico an Axel Springer. Die Transaktion umfasst auch den Verkauf des Anteils an Politico Europe.

## Geschäftsleitung
Ende 2022 wurde das Geschäft von Politico Europe mit dem von Politico in den Vereinigten Staaten zusammengelegt, da nach Ansicht des Verlags die Nutzer nicht zwischen den Ausgaben unterscheiden. Gesamt-CEO ist seither Goli Sheikholeslami. In der Folge verließ die Europa-CEO Claire Boussagol das Unternehmen. Vor Claire Boussagol war Shéhérazade Semsar-de Boisséson Europa-CEO, die im Juni 2021 auf eigenen Wunsch zurücktrat.

## Redaktionsleitung
Im Oktober 2021 übernahm Jamil Anderlini, bisher Asien-Chef der Financial Times, die Position als Chefredakteur („editor in chief“) von Politico. Er folgte auf John Harris, Gründungsredakteur und Vorsitzender des redaktionellen Beirats von Politico Europe. Von 2019 bis zu seinem Tod im März 2021 war Stephen Brown Chefredakteur.